# Леонардо Сілауррен
Леонардо Сілауррен Уріарте (ісп. Leonardo Cilaurren Uriarte; 5 листопада 1912, Більбао, Іспанія — 9 грудня 1969, Мадрид) — іспанський футболіст, що грав на позиції півзахисника. Один з найкращих гравців на другому чемпіонаті світу.

## Клубна кар'єра
У дорослому футболі дебютував 1929 року виступами за команду клубу «Аренас» (Гечо), в якій провів три сезони, взявши участь у 43 матчах чемпіонату.
Своєю грою за цю команду привернув увагу представників тренерського штабу клубу «Атлетік Більбао», до складу якого приєднався 1931 року. Відіграв за клуб з Більбао наступні п'ять сезонів своєї ігрової кар'єри. Переможець чемпіонату і кубка Іспанії.
Протягом 1937—1939 років захищав кольори збірної Країни Басків, яка проводила турне по країнам Європи та Південної Америки і допомагала коштами постраждалим у громадянській війні. Під назвою «Депортіво Еускаді» стала віце-чемпіоном Мексики 1939 року.
1939 року уклав контракт з клубом «Рівер Плейт», у складі якого провів наступні два роки.
З 1941 року один сезон захищав кольори команди клубу «Пеньяроль».
Завершив професійну ігрову кар'єру у клубі «Реал Еспанья», за команду якого виступав протягом 1943—1945 років. В останньому сезоні здобув титул чемпіона Мексики.

## Виступи за збірну
1931 року дебютував в офіційних матчах у складі національної збірної Іспанії. Протягом кар'єри у національній команді, яка тривала п'ять років, провів у формі головної команди країни 14 матчів.
У складі збірної був учасником чемпіонату світу 1934 року в Італії. Разом з Рікардо Саморою і Хасінто Кінкосесом був обраний до символічної збірної другого мундіаля.

## Досягнення
- Чемпіон Іспанії:

«Атлетік Більбао»: 1934
- Володар кубка Іспанії:

«Атлетік Більбао»: 1933
- Чемпіон Мексики:

«Реал Еспанья»: 1945
- Володар кубка Мексики:

«Реал Еспанья»: 1944

## Статистика
Статистика виступів до початку громадянської війни:
| Сезон             | Команда             | Чемпіонат         | Чемпіонат | Чемпіонат | Збірна | Збірна |
| Сезон             | Команда             | Л                 | І         | Г         | І      | Г      |
| ----------------- | ------------------- | ----------------- | --------- | --------- | ------ | ------ |
| 1929/30           | «Аренас» (Гечо)     | Д-1               | 10        | 0         | —      | —      |
| 1930/31           | «Аренас» (Гечо)     | Д-1               | 17        | 0         | —      | —      |
| 1931/32           | «Аренас» (Гечо)     | Д-1               | 16        | 0         | 2      | 0      |
| 1932/33           | «Атлетік» (Більбао) | Д-1               | 15        | 0         | 4      | 0      |
| 1933/34           | «Атлетік» (Більбао) | Д-1               | 13        | 0         | 5      | 0      |
| 1934/35           | «Атлетік» (Більбао) | Д-1               | 21        | 2         | 3      | 0      |
| 1935/36           | «Атлетік» (Більбао) | Д-1               | —         | —         | —      | —      |
| Усього за кар'єру | Усього за кар'єру   | Усього за кар'єру | 92        | 2         | 14     | 0      |